# 都道府県人会
都道府県人会（とどうふけんじんかい、英語: Prefectural association）とは、出身都道府県から離れた地域で結成される、各都道府県出身者、縁故者単位の親睦、連絡、協力や郷土への貢献等を目的とする団体のこと。ほとんどが民間の任意団体である。都道府県人会と全てをひと括りに呼ぶことは少なく、各都道府県別に県人会や府人会等と呼ぶことが多い。また、近年では、宮崎県が2023年に「宮崎県人会世界大会」を開催し、県人会の活性化に取り組んでいる例が挙げられる。

## 特徴
会の構成員の居住対象範囲は、海外においては国単位の広範囲から都市単位の小範囲が見られ、日本国内においては地方単位から、都市、地区単位まで見られる。また、企業内や大学内など、特定の団体の内部で結成される例も多々見られる。
名称は「在○○■■県人会」や「○○■■県人会」が多く、「○○」に構成員の居住地域、「■■」に出身都道府県名を入れる。また、任意の名称を付けることもある。
- 例1：在フランス沖縄県人会 - フランスに住む沖縄県出身者の会合
- 例2：ジャカルタ京都府民会 - ジャカルタ近郊に住む京都府出身者の会合
- 例3：ワシントン道産子会 - ワシントンD.C.近郊に住む北海道出身者の会合
- 例4：ホーチミン市宮崎県人会 - ベトナムのホーチミンに住む宮崎県出身者の会合
- 例5：下関鳥取県人会 - 下関市近郊に住む鳥取県出身者の会

市町村単位の市町村人会、地方単位の団体（関西人会など）の郷友会・同郷会、出身校単位の同窓会も同様の目的を掲げていることが多く、類似の団体と見なせるため、広義にはこれらの団体をも含めて県人会と称する場合もある。
これらの同じ出身都道府県に属する市町村人会、郷友会、同窓会同士の連絡、協力を目的とする連合会などと称する団体もある。
- 例：関西鹿児島県人会総連合会[2] - 関西地方を拠点としている鹿児島県出身者団体同士の連絡会

歴史的な経緯から、発足時の帰属意識が現在の都道府県の地域とずれており、出身地域が都道府県ではないが同程度の規模としている例もある。
- 例：公益社団法人三州倶楽部 - 江戸時代に薩摩藩が領有していた旧薩摩国、大隅国、日向国の出身者[3]。現在の鹿児島県の他、宮崎県南部を含む。

## 主な都道府県人会一覧
| 出身都道府県 | 国内・国外 | 都道府県人会名                                     | 本部                          | 備考・リンク |  |
| ------------ | ---------- | -------------------------------------------------- | ----------------------------- | --- |  |
| 北海道       | 海外       | 北京北海道人会                                     | 中華人民共和国 北京市         | |  |
| 北海道       | 海外       | ブラジル北海道協会                                 | ブラジル サンパウロ           | |  |
| 北海道       | 国内       | 北海道ふるさと会連合会                             | 東京都 千代田区               | 公式サイト |  |
| 北海道       | 国内       | 北海道倶楽部                                       | 東京都千代田区                | 公式サイト |  |
| 青森県       | 国内       | 東京青森県人会                                     | 東京都千代田区                | 公式サイト |  |
| 宮城県       | 海外       | 上海・宮城県人会                                   | 中華人民共和国 上海市         | 公式サイト |  |
| 秋田県       | 海外       | ブラジル秋田県人会                                 | ブラジル サンパウロ           | |  |
| 福島県       | 海外       | 在伯福島県人会                                     | ブラジル サンパウロ           | リベルダージ |  |
| 千葉県       | 海外       | 在伯千葉県人会                                     | ブラジル サンパウロ           | |  |
| 東京都       | 国内       | 京都東京都人会                                     | 京都府                        | |  |
| 東京都       | 国内       | ひろしま東京都人会                                 | 広島県                        | |  |
| 東京都       | 国内       | 沖縄都人会                                         | 沖縄県                        | |  |
| 東京都       | 海外       | 東京友の会                                         | ブラジル サンパウロ           | |  |
| 東京都       | 海外       | 豪州 東京都民会                                    | オーストラリア                | 公式フェースブックページ |  |
| 神奈川県     | 国内       | 京都神奈川県人会                                   | 京都府                        | |  |
| 神奈川県     | 海外       | 英国神奈川県人会                                   | イギリス ロンドン             | |  |
| 新潟県       | 国内       | 東京新潟県人会                                     | 東京都 台東区                 | 公式サイト |  |
| 静岡県       | 国内外     | 静岡県人会                                         | 各地                          | 公式サイト |  |
| 岐阜県       | 国内       | 東京岐阜県人会                                     | 東京都 千代田区               | 公式サイト |  |
| 岐阜県       | 海外       | ブラジル岐阜県人会                                 | ブラジル サンパウロ           | 公式サイト |  |
| 石川県       | 海外       | 台湾石川県人会                                     | 台湾 台北                     | 公式サイト |  |
| 三重県       | 海外       | ニューヨークみえ県人会                             | アメリカ合衆国 ニューヨーク   | 公式サイト |  |
| 滋賀県       | 国内外     | 全国滋賀県人会連合会                               | 東京都中央区東日本橋          | 全都道府県および海外15か所（ブラジル・ペルー・メキシコ・トロント・バンクーバー・アルバータ・アルゼンチン・シアトル・香港・ハワイ・イギリス・フランス・南カリフォルニア・ドイツ・インドネシア）に県人会がある。公式サイト |  |
| 京都府       | 海外       | ブラジル京都会                                     | ブラジル サンパウロ           | |  |
| 京都府       | 海外       | 京都倶楽部                                         | 各地                          | シンガポールなど。公式サイト |  |
| 大阪府       | 海外       | 大阪なにわ会                                       | ブラジル サンパウロ           | |  |
| 兵庫県       | 国内       | 東京兵庫県人会                                     | 東京都千代田区                | 公式サイト |  |
| 和歌山県     | 国内       | 在京和歌山県人会                                   | 東京都 千代田区               | |  |
| 和歌山県     | 国内       | 紀友会                                             | 東京都 中央区                 | |  |
| 和歌山県     | 国内       | わかやま未来会議                                   | 東京都                        | |  |
| 和歌山県     | 海外       | ブラジル和歌山県人会連合会                         | ブラジル サンパウロ           | 公式サイト。 |  |
| 和歌山県     | 海外       | メキシコ和歌山県人会                               | メキシコ メキシコシティ       | |  |
| 和歌山県     | 海外       | パラグアイ和歌山県人会                             | パラグアイ エンカルナシオン   | |  |
| 和歌山県     | 海外       | アルゼンティン和歌山県人会                         | アルゼンチン ブエノスアイレス | |  |
| 和歌山県     | 海外       | ペルー和歌山県人会                                 | ペルー リマ                   | |  |
| 和歌山県     | 海外       | ＢＣ州和歌山県人会                                 | カナダ リッチモンド           | BCはブリティシュコロンビア州に由来する。アメリカ村も参照。 |  |
| 和歌山県     | 海外       | 東部カナダ和歌山県人会                             | カナダ トロント               | |  |
| 和歌山県     | 海外       | 南加和歌山県人会                                   | アメリカ ロサンゼルス         | |  |
| 和歌山県     | 海外       | 桑湾和歌山日系人会                                 | アメリカ サンフランシスコ     | |  |
| 和歌山県     | 海外       | サクラメント和歌山県人会                           | アメリカ サクラメント         | |  |
| 和歌山県     | 海外       | シアトル紀州クラブ                                 | アメリカ シアトル             | |  |
| 和歌山県     | 海外       | ニューヨーク和歌山県人会                           | アメリカ ニューヨーク         | |  |
| 和歌山県     | 海外       | 上海和歌山県人会                                   | 中国 上海市                   | |  |
| 和歌山県     | 海外       | 北京和歌山会（紀京会）                             | 中国 北京市                   | |  |
| 鳥取県       | 国内       | 東京鳥取県人会                                     | 東京都                        | |  |
| 鳥取県       | 海外       | 旧在伯ブラジル鳥取県人会（現：ブラジル鳥取県人会） | ブラジル サンパウロ           | 公式サイト。ブラジル鳥取県人会のほかにも、南米・北米を中心に世界各地に約３８０家族以上の岡山県人会が存在する (文化観光局トップの国際交流の鳥取県とブラジルとの交流)。サウデー                                            |  |
| 岡山県       | 海外       | ブラジル岡山県人文化協会                           | ブラジル サンパウロ           | リベルダージ |  |
| 広島県       | 国内       | 沖縄広島県人会                                     | 那覇市                        | 年齢層が幅広く、活動も活発。公式サイト |  |
| 香川県       | 国内       | 大阪香川県人会                                     | 大阪市北区                    | 公式サイト |  |
| 愛媛県       | 国内       | 愛媛県人会                                         | 東京都豊島区                  | |  |
| 愛媛県       | 国内       | 関東愛媛県人会                                     | 東京都千代田区                | |  |
| 愛媛県       | 国内       | 近畿愛媛県人会                                     | 大阪市西区                    | |  |
| 愛媛県       | 海外       | 在伯愛媛県人会                                     | ブラジル サンパウロ           | |  |
| 愛媛県       | 海外       | ニューヨーク愛媛県人会                             | アメリカ合衆国 ニューヨーク   | |  |
| 熊本県       | 国内       | 京都熊本県人会                                     | 京都府                        | 公式サイト |  |
| 熊本県       | 国内       | 関西熊本県人会連絡協議会                           | 大阪府                        | 公式サイト |  |
| 熊本県       | 国内       | 東京熊本県人会                                     | 東京都                        | 公式サイト |  |
| 大分県       | 国内       | 在京大分県人会                                     | 東京都                        | 公式サイト |  |
| 大分県       | 国内       | 関西大分県人会                                     | 大阪府                        | 公式サイト |  |
| 大分県       | 海外       | ブラジル大分県人会                                 | ブラジル サンパウロ           | |  |
| 宮崎県       | 海外       | ホーチミン市宮崎県人会                             | ベトナム ホーチミン           | |  |
| 鹿児島県     | 国内       | 関東鹿児島県人会連合会                             | 東京都品川区                  | 公式サイト |  |
| 鹿児島県     | 国内       | 関西鹿児島県人会総連合会                           | 京都府京都市                  | 公式サイト |  |
| 鹿児島県     | 国内       | 近畿鹿児島県人会連合会                             | 大阪府大阪市                  | 公式サイト |  |
| 沖縄県       | 国内       | 東京沖縄県人会                                     | 東京都                        | 公式サイト |  |
| 沖縄県       | 国内       | 関西沖縄県人会                                     | 関西地方                      | |  |
| 沖縄県       | 海外       | ブラジル沖縄県人会                                 | ブラジル サンパウロ           | 公式サイト。ブラジル沖縄県人会のほかにも、南米・北米を中心に世界各地に90以上の沖縄県人会が存在する（沖縄県庁・海外沖縄県人会）。                                                                                         |  |